# Sébastien Regy
Pour les articles homonymes, voir Regy.
Pas d'image ? Cliquez ici

a Compétitions nationales et continentales officielles uniquement.

Dernière mise à jour le 30 juin 2013.
Sébastien Regy, né le 27 mars 1986 à Narbonne, est un joueur de rugby à XV français qui évolue au poste d'arrière, d'ailier ou de centre au sein de l'effectif du RC Narbonne.